# Lista planetelor minore: 281001–282000
Aceasta este lista planetelor minore cu numerele 281001–282000.

## 281001–281100
| Denumire | Denumire provizorie | Data descoperirii  | Locul descoperirii | Descoperitor(i)     |
| -------- | ------------------- | ------------------ | ------------------ | ------------------- |
| 281001 – | 2006 DT141          | 25 februarie 2006  | Kitt Peak          | Spacewatch          |
| 281002 – | 2006 DB164          | 27 februarie 2006  | Mount Lemmon       | Mount Lemmon Survey |
| 281003 – | 2006 DJ171          | 27 februarie 2006  | Kitt Peak          | Spacewatch          |
| 281004 – | 2006 DB181          | 27 februarie 2006  | Kitt Peak          | Spacewatch          |
| 281005 – | 2006 DH191          | 27 februarie 2006  | Kitt Peak          | Spacewatch          |
| 281006 – | 2006 DW203          | 23 februarie 2006  | Anderson Mesa      | LONEOS              |
| 281007 – | 2006 DR204          | 27 februarie 2006  | Catalina           | CSS                 |
| 281008 – | 2006 DU207          | 25 februarie 2006  | Kitt Peak          | Spacewatch          |
| 281009 – | 2006 DN208          | 25 februarie 2006  | Kitt Peak          | Spacewatch          |
| 281010 – | 2006 DJ215          | 25 februarie 2006  | Mount Lemmon       | Mount Lemmon Survey |
| 281011 – | 2006 ET2            | 2 martie 2006      | Kitt Peak          | Spacewatch          |
| 281012 – | 2006 EA11           | 2 martie 2006      | Kitt Peak          | Spacewatch          |
| 281013 – | 2006 EE13           | 2 martie 2006      | Kitt Peak          | Spacewatch          |
| 281014 – | 2006 EC21           | 3 martie 2006      | Kitt Peak          | Spacewatch          |
| 281015 – | 2006 EJ32           | 3 martie 2006      | Mount Lemmon       | Mount Lemmon Survey |
| 281016 – | 2006 EH37           | 3 martie 2006      | Kitt Peak          | Spacewatch          |
| 281017 – | 2006 EV60           | 5 martie 2006      | Kitt Peak          | Spacewatch          |
| 281018 – | 2006 ED63           | 5 martie 2006      | Kitt Peak          | Spacewatch          |
| 281019 – | 2006 EB65           | 5 martie 2006      | Kitt Peak          | Spacewatch          |
| 281020 – | 2006 EH65           | 5 martie 2006      | Kitt Peak          | Spacewatch          |
| 281021 – | 2006 EX68           | 2 martie 2006      | Kitt Peak          | M. W. Buie          |
| 281022 – | 2006 EV69           | 9 martie 2006      | Catalina           | CSS                 |
| 281023 – | 2006 FZ5            | 23 martie 2006     | Mount Lemmon       | Mount Lemmon Survey |
| 281024 – | 2006 FH53           | 25 martie 2006     | Kitt Peak          | Spacewatch          |
| 281025 – | 2006 GR             | 2 aprilie 2006     | Piszkéstető        | K. Sárneczky        |
| 281026 – | 2006 GU4            | 2 aprilie 2006     | Kitt Peak          | Spacewatch          |
| 281027 – | 2006 GK13           | 2 aprilie 2006     | Kitt Peak          | Spacewatch          |
| 281028 – | 2006 GS14           | 2 aprilie 2006     | Kitt Peak          | Spacewatch          |
| 281029 – | 2006 GU14           | 2 aprilie 2006     | Kitt Peak          | Spacewatch          |
| 281030 – | 2006 GF30           | 2 aprilie 2006     | Mount Lemmon       | Mount Lemmon Survey |
| 281031 – | 2006 GS45           | 8 aprilie 2006     | Kitt Peak          | Spacewatch          |
| 281032 – | 2006 GX54           | 8 aprilie 2006     | Kitt Peak          | Spacewatch          |
| 281033 – | 2006 HF9            | 19 aprilie 2006    | Kitt Peak          | Spacewatch          |
| 281034 – | 2006 HP12           | 19 aprilie 2006    | Mount Lemmon       | Mount Lemmon Survey |
| 281035 – | 2006 HM21           | 20 aprilie 2006    | Kitt Peak          | Spacewatch          |
| 281036 – | 2006 HB22           | 20 aprilie 2006    | Kitt Peak          | Spacewatch          |
| 281037 – | 2006 HS22           | 20 aprilie 2006    | Kitt Peak          | Spacewatch          |
| 281038 – | 2006 HE27           | 20 aprilie 2006    | Kitt Peak          | Spacewatch          |
| 281039 – | 2006 HX36           | 21 aprilie 2006    | Kitt Peak          | Spacewatch          |
| 281040 – | 2006 HY39           | 21 aprilie 2006    | Kitt Peak          | Spacewatch          |
| 281041 – | 2006 HV46           | 20 aprilie 2006    | Kitt Peak          | Spacewatch          |
| 281042 – | 2006 HE50           | 26 aprilie 2006    | Kitt Peak          | Spacewatch          |
| 281043 – | 2006 HO51           | 26 aprilie 2006    | Reedy Creek        | J. Broughton        |
| 281044 – | 2006 HF60           | 26 aprilie 2006    | Anderson Mesa      | LONEOS              |
| 281045 – | 2006 HL66           | 24 aprilie 2006    | Kitt Peak          | Spacewatch          |
| 281046 – | 2006 HF90           | 13 ianuarie 2005*  | Catalina           | CSS                 |
| 281047 – | 2006 HL110          | 26 aprilie 2006    | Siding Spring      | SSS                 |
| 281048 – | 2006 HA116          | 26 aprilie 2006    | Mount Lemmon       | Mount Lemmon Survey |
| 281049 – | 2006 HQ123          | 24 aprilie 2006    | Anderson Mesa      | LONEOS              |
| 281050 – | 2006 HG124          | 26 aprilie 2006    | Cerro Tololo       | M. W. Buie          |
| 281051 – | 2006 HP124          | 26 aprilie 2006    | Cerro Tololo       | M. W. Buie          |
| 281052 – | 2006 HH153          | 20 aprilie 2006    | Kitt Peak          | Spacewatch          |
| 281053 – | 2006 JD12           | 1 mai 2006         | Kitt Peak          | Spacewatch          |
| 281054 – | 2006 JE17           | 2 mai 2006         | Kitt Peak          | Spacewatch          |
| 281055 – | 2006 JE39           | 6 mai 2006         | Mount Lemmon       | Mount Lemmon Survey |
| 281056 – | 2006 JT63           | 1 mai 2006         | Kitt Peak          | M. W. Buie          |
| 281057 – | 2006 KO4            | 19 mai 2006        | Mount Lemmon       | Mount Lemmon Survey |
| 281058 – | 2006 KZ4            | 19 mai 2006        | Mount Lemmon       | Mount Lemmon Survey |
| 281059 – | 2006 KF13           | 20 mai 2006        | Kitt Peak          | Spacewatch          |
| 281060 – | 2006 KE26           | 20 mai 2006        | Kitt Peak          | Spacewatch          |
| 281061 – | 2006 KR27           | 20 mai 2006        | Kitt Peak          | Spacewatch          |
| 281062 – | 2006 KQ33           | 20 mai 2006        | Kitt Peak          | Spacewatch          |
| 281063 – | 2006 KH46           | 21 mai 2006        | Mount Lemmon       | Mount Lemmon Survey |
| 281064 – | 2006 KE73           | 23 mai 2006        | Kitt Peak          | Spacewatch          |
| 281065 – | 2006 KJ83           | 20 mai 2006        | Palomar            | NEAT                |
| 281066 – | 2006 KT122          | 22 mai 2006        | Kitt Peak          | Spacewatch          |
| 281067 – | 2006 KU130          | 25 mai 2006        | Mauna Kea          | P. A. Wiegert       |
| 281068 – | 2006 OK1            | 18 iulie 2006      | Lulin Observatory  | LUSS                |
| 281069 – | 2006 OO10           | 25 iulie 2006      | Ottmarsheim        | C. Rinner           |
| 281070 – | 2006 OY10           | 21 iulie 2006      | Mauna Kea          | D. J. Tholen        |
| 281071 – | 2006 PM             | 6 august 2006      | Pla D'Arguines     | R. Ferrando         |
| 281072 – | 2006 PB42           | 14 august 2006     | Palomar            | NEAT                |
| 281073 – | 2006 QK100          | 24 august 2006     | Palomar            | NEAT                |
| 281074 – | 2006 QL119          | 28 august 2006     | Socorro            | LINEAR              |
| 281075 – | 2006 QE120          | 29 august 2006     | Catalina           | CSS                 |
| 281076 – | 2006 QV122          | 29 august 2006     | Anderson Mesa      | LONEOS              |
| 281077 – | 2006 QD136          | 28 august 2006     | Goodricke-Pigott   | R. A. Tucker        |
| 281078 – | 2006 QF141          | 18 august 2006     | Palomar            | NEAT                |
| 281079 – | 2006 RB26           | 14 septembrie 2006 | Kitt Peak          | Spacewatch          |
| 281080 – | 2006 RR61           | 12 septembrie 2006 | Catalina           | CSS                 |
| 281081 – | 2006 RX102          | 14 septembrie 2006 | Palomar            | NEAT                |
| 281082 – | 2006 SH33           | 17 septembrie 2006 | Catalina           | CSS                 |
| 281083 – | 2006 SD55           | 18 septembrie 2006 | Catalina           | CSS                 |
| 281084 – | 2006 SF59           | 16 septembrie 2006 | Catalina           | CSS                 |
| 281085 – | 2006 SD139          | 21 septembrie 2006 | Anderson Mesa      | LONEOS              |
| 281086 – | 2006 SN220          | 25 septembrie 2006 | Socorro            | LINEAR              |
| 281087 – | 2006 SN231          | 26 septembrie 2006 | Kitt Peak          | Spacewatch          |
| 281088 – | 2006 SY411          | 28 septembrie 2006 | Catalina           | CSS                 |
| 281089 – | 2006 SG412          | 27 septembrie 2006 | Mount Lemmon       | Mount Lemmon Survey |
| 281090 – | 2006 TY73           | 11 octombrie 2006  | Palomar            | NEAT                |
| 281091 – | 2006 TW99           | 15 octombrie 2006  | Kitt Peak          | Spacewatch          |
| 281092 – | 2006 TE120          | 12 octombrie 2006  | Apache Point       | A. C. Becker        |
| 281093 – | 2006 UR109          | 19 octombrie 2006  | Kitt Peak          | Spacewatch          |
| 281094 – | 2006 UB210          | 23 octombrie 2006  | Kitt Peak          | Spacewatch          |
| 281095 – | 2006 UT218          | 16 octombrie 2006  | Catalina           | CSS                 |
| 281096 – | 2006 UT272          | 27 octombrie 2006  | Kitt Peak          | Spacewatch          |
| 281097 – | 2006 UR328          | 19 octombrie 2006  | Catalina           | CSS                 |
| 281098 – | 2006 VV28           | 10 noiembrie 2006  | Kitt Peak          | Spacewatch          |
| 281099 – | 2006 VU70           | 11 noiembrie 2006  | Kitt Peak          | Spacewatch          |
| 281100 – | 2006 WS10           | 16 noiembrie 2006  | Socorro            | LINEAR              |

## 281101–281200
| Denumire     | Denumire provizorie | Data descoperirii | Locul descoperirii | Descoperitor(i)     |
| ------------ | ------------------- | ----------------- | ------------------ | ------------------- |
| 281108 –     | 2006 YC2            | 17 decembrie 2006 | 7300 Observatory   | W. K. Y. Yeung      |
| 281139 –     | 2007 DL7            | 19 februarie 2007 | Mayhill            | A. Lowe             |
| 281140 Trier | 2007 DO7            | 16 februarie 2007 | Taunus             | E. Schwab, R. Kling |

## 281201–281300
| Denumire           | Denumire provizorie | Data descoperirii  | Locul descoperirii | Descoperitor(i)        |
| ------------------ | ------------------- | ------------------ | ------------------ | ---------------------- |
| 281208 –           | 2007 GV51           | 15 aprilie 2007    | Moletai            | MAO                    |
| 281235 –           | 2007 JE36           | 15 mai 2007        | Wrightwood         | J. W. Young            |
| 281237 –           | 2007 JE42           | 15 mai 2007        | La Sagra           | OAM                    |
| 281238 –           | 2007 KQ             | 16 mai 2007        | Eskridge           | G. Hug                 |
| 281265 –           | 2007 QR1            | 16 august 2007     | Purple Mountain    | PMO NEO Survey Program |
| 281270 –           | 2007 RY1            | 2 septembrie 2007  | Siding Spring      | K. Sárneczky, L. Kiss  |
| 281271 –           | 2007 RC6            | 5 septembrie 2007  | Dauban             | Chante-Perdrix         |
| 281272 Arnaudleroy | 2007 RC12           | 10 septembrie 2007 | Pic du Midi        | Pic du Midi            |
| 281287 –           | 2007 RD133          | 15 septembrie 2007 | Vicques            | M. Ory                 |

## 281301–281400
| Denumire | Denumire provizorie | Data descoperirii  | Locul descoperirii | Descoperitor(i)       |
| -------- | ------------------- | ------------------ | ------------------ | --------------------- |
| 281308 – | 2007 SE15           | 23 septembrie 2007 | Antares            | Antares Observatory   |
| 281309 – | 2007 TC3            | 5 octombrie 2007   | Prairie Grass      | J. Mahony             |
| 281379 – | 2008 OW8            | 30 iulie 2008      | Dauban             | F. Kugel              |
| 281386 – | 2008 PT9            | 7 august 2008      | Hibiscus           | S. F. Hönig, N. Teamo |
| 281398 – | 2008 RM25           | 5 septembrie 2008  | Junk Bond          | D. Healy              |

## 281401–281500
| Denumire         | Denumire provizorie | Data descoperirii  | Locul descoperirii | Descoperitor(i) |
| ---------------- | ------------------- | ------------------ | ------------------ | --------------- |
| 281445 Scotthowe | 2008 SS84           | 28 septembrie 2008 | Wrightwood         | J. W. Young     |
| 281459 Kyrylenko | 2008 SU148          | 27 septembrie 2008 | Andrushivka        | Andrushivka     |

## 281501–281600
| Denumire       | Denumire provizorie | Data descoperirii | Locul descoperirii | Descoperitor(i)       |
| -------------- | ------------------- | ----------------- | ------------------ | --------------------- |
| 281507 –       | 2008 TM9            | 7 octombrie 2008  | Celbridge          | D. McDonald           |
| 281508 –       | 2008 TA10           | 7 octombrie 2008  | Tiki               | N. Teamo              |
| 281561 Taitung | 2008 UL78           | 21 octombrie 2008 | Lulin Observatory  | Q.-z. Ye, X. Y. Hsiao |
| 281572 –       | 2008 UJ100          | 27 octombrie 2008 | Bisei SG Center    | BATTeRS               |

## 281601–281700
| Denumire | Denumire provizorie | Data descoperirii | Locul descoperirii | Descoperitor(i) |
| -------- | ------------------- | ----------------- | ------------------ | --------------- |
| 281639 – | 2008 UT330          | 31 octombrie 2008 | Kachina            | J. Hobart       |
| 281660 – | 2008 VQ13           | 5 noiembrie 2008  | Ondřejov           | Ondřejov        |
| 281661 – | 2008 VW13           | 8 noiembrie 2008  | Tzec Maun          | E. Schwab       |
| 281698 – | 2008 WU63           | 23 noiembrie 2008 | Calvin-Rehoboth    | L. A. Molnar    |

## 281701–281800
| Denumire | Denumire provizorie | Data descoperirii   | Locul descoperirii | Descoperitor(i) |
| -------- | ------------------- | ------------------- | ------------------ | --------------- |
| 281759 – | 2009 BC133          | 21 septembrie 2005* | Uccle              | T. Pauwels      |
| 281764 – | 2009 DE67           | 24 februarie 2009   | Calar Alto         | F. Hormuth      |
| 281772 – | 2009 RS26           | 13 septembrie 2009  | ESA OGS            | ESA OGS         |

## 281801–281900
| Denumire        | Denumire provizorie | Data descoperirii | Locul descoperirii | Descoperitor(i)        |
| --------------- | ------------------- | ----------------- | ------------------ | ---------------------- |
| 281820 Monnaves | 2009 XW             | 9 decembrie 2009  | Cabrils            | Observatorio Montcabre |
| 281864 –        | 2010 CX243          | 2 februarie 2010  | WISE               | WISE                   |
| 281869 –        | 2010 EV2            | 5 martie 2010     | Farra d'Isonzo     | Farra d'Isonzo         |
| 281880 –        | 2010 GK126          | 16 august 2007*   | XuYi               | PMO NEO Survey Program |

## 281901–282000
| Denumire | Denumire provizorie | Data descoperirii  | Locul descoperirii | Descoperitor(i) |
| -------- | ------------------- | ------------------ | ------------------ | --------------- |
| 281910 – | 2011 EG28           | 19 octombrie 2003* | Apache Point       | SDSS            |
| 281913 – | 2011 EZ53           | 9 octombrie 1993*  | La Silla           | E. W. Elst      |
| 281956 – | 2011 GU55           | 10 februarie 2005* | Campo Imperatore   | CINEOS          |